# Kalady
Kalady es una ciudad censal situada en el distrito de Ernakulam en el estado de Kerala (India). Su población es de 20380 habitantes (2011). Se encuentra orillas del río Periyar, a 38 km de Cochín y a 66 km de Thrissur.

## Demografía
Según el censo de 2011 la población de Kalady era de 20380 habitantes, de los cuales 10086 eran hombres y 10294 eran mujeres. Kalady tiene una tasa media de alfabetización del 95,02%, superior a la media estatal del 94%: la alfabetización masculina es del 96,87%, y la alfabetización femenina del 93,22%.